# سیسیل بی. دمیل
سیسیل بلونت دمیل یا سیسیل بی دمیل (به انگلیسی: Cecil B.DeMille) (زادهٔ ۱۲ اوت ۱۸۸۱ – درگذشتهٔ ۲۱ ژانویه ۱۹۵۹) کارگردان و تهیه‌کننده آمریکایی و برنده جایزه اسکار به خاطر تهیه‌کنندگی برخی فیلم‌های برجستهٔ تاریخ سینما بود. وی هم در دوران سینمای صامت و هم در دوران طلایی سینمای هالیوود فعالیت داشت و به خاطر تهیهٔ فیلم‌های باشکوه و پُر زرق و برق مشهور بود. از جملهٔ بهترین و شناخته شده‌ترین فیلم‌های او می‌توان به: ده فرمان (۱۹۵۶)، کلئوپاترا (۱۹۳۴)، و بزرگترین نمایش روی زمین (۱۹۵۲) اشاره کرد، که موفق به کسب جایزه اسکار به عنوان بهترین فیلم گردید.

## زندگی‌نامه
در سال ۱۸۸۱ میلادی در ماساچوست آمریکا و در خانواده‌ای یهودی‌تبار زاده شد. تحصیلات خود را در مدرسه نظامی پنسیلوانیا آغاز کرد و مدتی مشغول به تحصیل بود، اما به منظور شرکت در جنگ از مدرسه فرار کرد. او را به دلیل سن کم برای شرکت در جنگ نپذیرفتند و این اتفاق برای همیشه در روحیّهٔ او تأثیر نهاد. وی سپس در آکادمی هنرهای نمایشی نیویورک ثبت نام کرد و مشغول به یادگیری شد. او فعالیت هنری را با بازی در تئاتر آغاز کرد و از سال ۱۹۰۰ میلادی به عنوان هنرپیشه مشغول به کار شد.
در سن ۲۱ سالگی پدرش را از دست داد و همراه مادر و برادرش به کار تئاتر در گروه‌های سیار نمایشی پرداخت.
در فاصله سال‌های ۱۹۰۶ تا ۱۹۱۳ وی به اتفاق برادرش ویلیام دومیل چند نمایشنامه نوشت. وی همچنین به عنوان خواننده، رهبر نوازنده‌ها و کارگردان به کار در اپرا پرداخت. در این زمان وی به همراه جسی لسکی چند اپرت نیز نوشت و آن‌ها را به صحنه برد.
سیسیل ب دومیل سپس در همراهی با سام گلدفیش که فروشنده دستکش بود و بعدها به ساموئل گلدوین شهرت یافت، کمپانی متروگلدوین مایر را برپا ساخت و در آن یک شرکت تولید فیلم به وجود آورد. وی اولین فیلم خود را در سال ۱۹۱۴ ساخت که عنوان آن، مرد زن صفت (در برخی منابع: مرد سرخپوست) بود. وی همچنین به عنوان نویسنده و سرپرست در چند فیلم به کارگردانی دیگران همکاری داشت.
در سال ۱۹۱۷ سیسیل ب دومیل در یکی از فیلم‌هایش به نام: ژاندارک، یک زن، استفاده از رنگ را باب نمود.
وی در همراهی با جسی لاسکی که بنیان‌گذار کمپانی پارامونت محسوب می‌شود، در ایجاد این کمپانی نیز نقش داشت و از سال ۱۹۲۰ میلادی به بعد شرکت تهیه فیلم خاص خودش را پدیدآورد.
وی مجموعاً حدود هفتاد فیلم کارگردانی کرد و آخرین فیلم او فیلم مشهور ده فرمان بود که در سال ۱۹۵۶ ساخته شد.
وی سرانجام در سال ۱۹۵۹ میلادی چشم از جهان فروبست.

## بخشی از فیلم‌شناسی

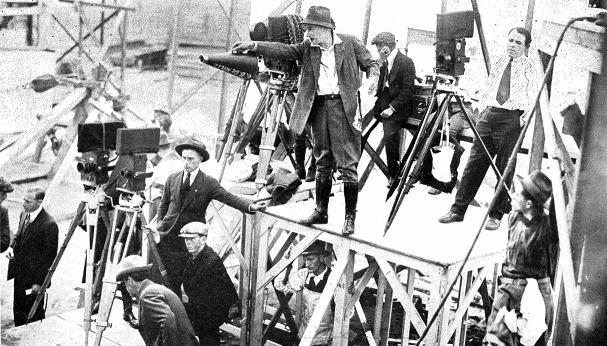
سیسیل ب دومیل در حال کارگردانی یکی از فیلم‌هایش

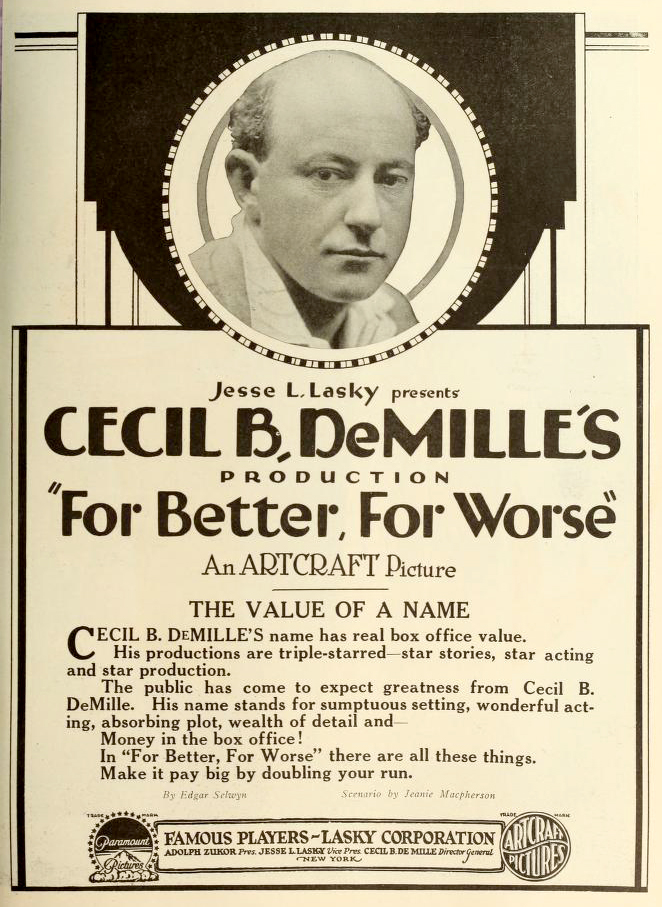
تبلیغات (۱۹۱۹)

او هفتاد فیلم در کارنامه خود دارد که بعضی از آن‌ها به این قرار است:
- ۱۹۱۴: مرد سرخپوست (مرد زن صفت).
- ۱۹۱۵: کارمن
- ۱۹۱۵: تقلب
- ۱۹۲۰: چیزی برای فکر کردن
- ۱۹۱۵: عرب
- ۱۹۱۹: مرد و زن
- ۱۹۲۱: میوه ممنوعه
- ۱۹۲۲: قتل شبه عمد
- ۱۹۲۳: ده فرمان
- ۱۹۲۳" دنده آدام
- ۱۹۲۷: شاه شاهان در سال ۱۹۶۱ نیکلاس ری اقدام به یازسازی این فیلم نمود.
- ۱۹۲۹: دینامیت
- ۱۹۳۴: کلئوپاترا
- ۱۹۳۵: جنگ‌های صلیبی
- ۱۹۳۶: دشت‌نشین (مرد دشت)
- ۱۹۳۸: بوکانیر
- ۱۹۴۴: سرگذشت (داستان) دکتر واسل.
- ۱۹۴۷: تسخیرناپذیر. این فیلم که به موضوعاتی پیرامون سرخپوستان و شکل‌گیری آمریکا می‌پرداخت، آخرین همکاری دومیل با گری کوپر به حساب می‌آید.
- ۱۹۴۹: سامسون و دلیله بر اساس داستانی از کتاب مقدس و کتاب دادرس و ابله از ولادیمیر جابوتینسکی
- ۱۹۵۲: بزرگترین نمایش روی زمین
- ۱۹۵۶: ده فرمان دربارهٔ زندگی حضرت موسی

او به سال ۱۹۵۰ در فیلم سان‌ست بلوار اثر بیلی وایلدر در نقش خودش ظاهر شد.

## دربارهٔ او
او بنیان‌گذار شرکت پارامونت و یکی از کسانی است که در شکل‌گیری هالیوود به عنوان یک شهرک سینمایی و بعد قلب تپنده و پایتخت سینمای جهان نقش داشت تا جایی که وی را پدر هالیوود می‌نامند. او با کمک همفکرانش تولید فیلم‌های بلند سینمایی و تاریخی و پرهزینه را باب کرد و پایه‌گذار فیلم‌های مذهبی و حماسی مانند ده فرمان، علامت صلیب، کلئوپاترا، جنگ‌های صلیبی و غیره بود.
آنتونی کوئین، ستاره مشهور سینمای هالیوود، داماد وی محسوب می‌شد و در سال ۱۹۵۸ هنگامی که کوئین فیلم دزد دریایی را کارگردانی نمود، سیسیل ب دومیل با اینکه فعالیت در سینما را ترک گفته بود، اما مراحل ساخت فیلم دامادش را سرپرستی نمود.